# Machim
Machim, ou Mestre Machim ou  Mestre Machi (século XV — século XVI) foi um escultor de provável origem flamenga ou franco-flamenga ativo em Portugal no século XVI.  

## Obra

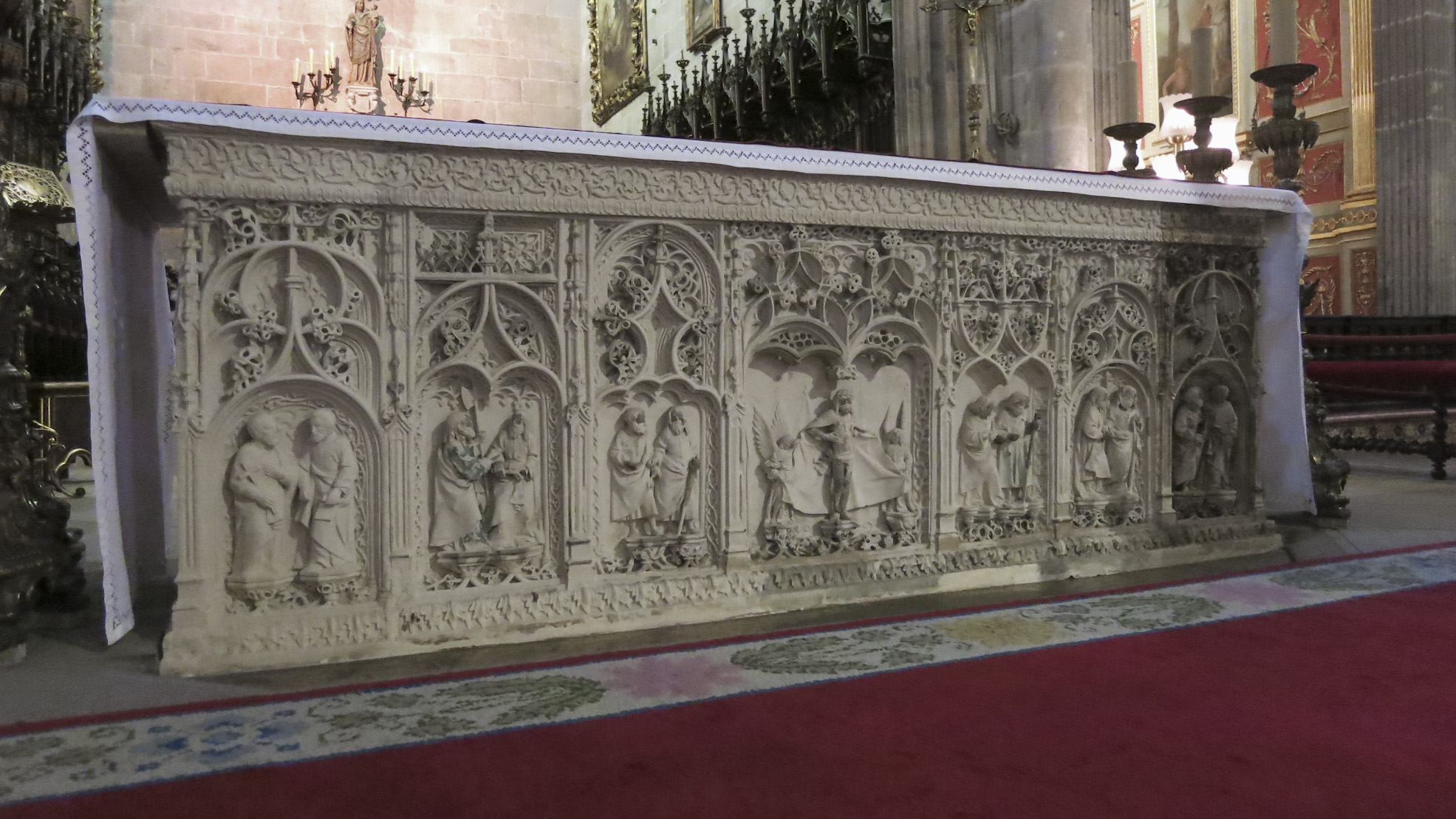
Frontal do altar-mor, Sé de Braga

A presença de Machim na cidade de Braga está documentada a partir de cerca de 1509-1510, onde foi autor de um retábulo em pedra para a Sé, em estilo gótico flamejante, de que apenas resta um fragmento, que seria transformado em época posterior em frontal do altar-mor. Desse frontal foi ainda cortada uma edícula que se encontra na Casa-Museu Guerra Junqueiro, Porto. Foi ainda autor do notável Cadeiral do Mosteiro de Santa Cruz, Coimbra (c. 1513). Completado por João Alemão (1518), esse cadeiral foi de início instalado no interior da capela-mor, sendo mais tarde ampliado com um conjunto de novas cadeiras (preservando as características essenciais da traça inicial) e deslocado para o coro-alto pelo escultor francês Francisco Lorete (c. 1531). Segundo Vítor Serrão, Machim terá tido um papel de relevo na execução do retábulo e do cadeiral da Sé do Funchal e, segundo outros autores (como Vergílio Correia, Pedro Dias ou Fernando António Baptista Pereira), terá trabalhado no portal sul do Mosteiro dos Jerónimos (1518).
Assinale-se a complexidade do programa iconográfico do cadeiral do Mosteiro de Santa Cruz: "o bestiário variado, no qual há referências a fábulas greco-latinas e ao «simbolismo disfarçado», típico da mentalidade artística do norte da Europa desta época; as alegorias morais; as figuras humanas de difícil decifração e que deverão representar tipos da sociedade do seu tempo (como no teatro vicentino); finalmente, a sequência de quadros guerreiros e marítimos, com fundos urbanos de recorte nórdico, que coroam toda a composição, que Pedro Dias sugeriu serem livremente inspiradas nas gravuras de cidades da Crónica de Nuremberga".

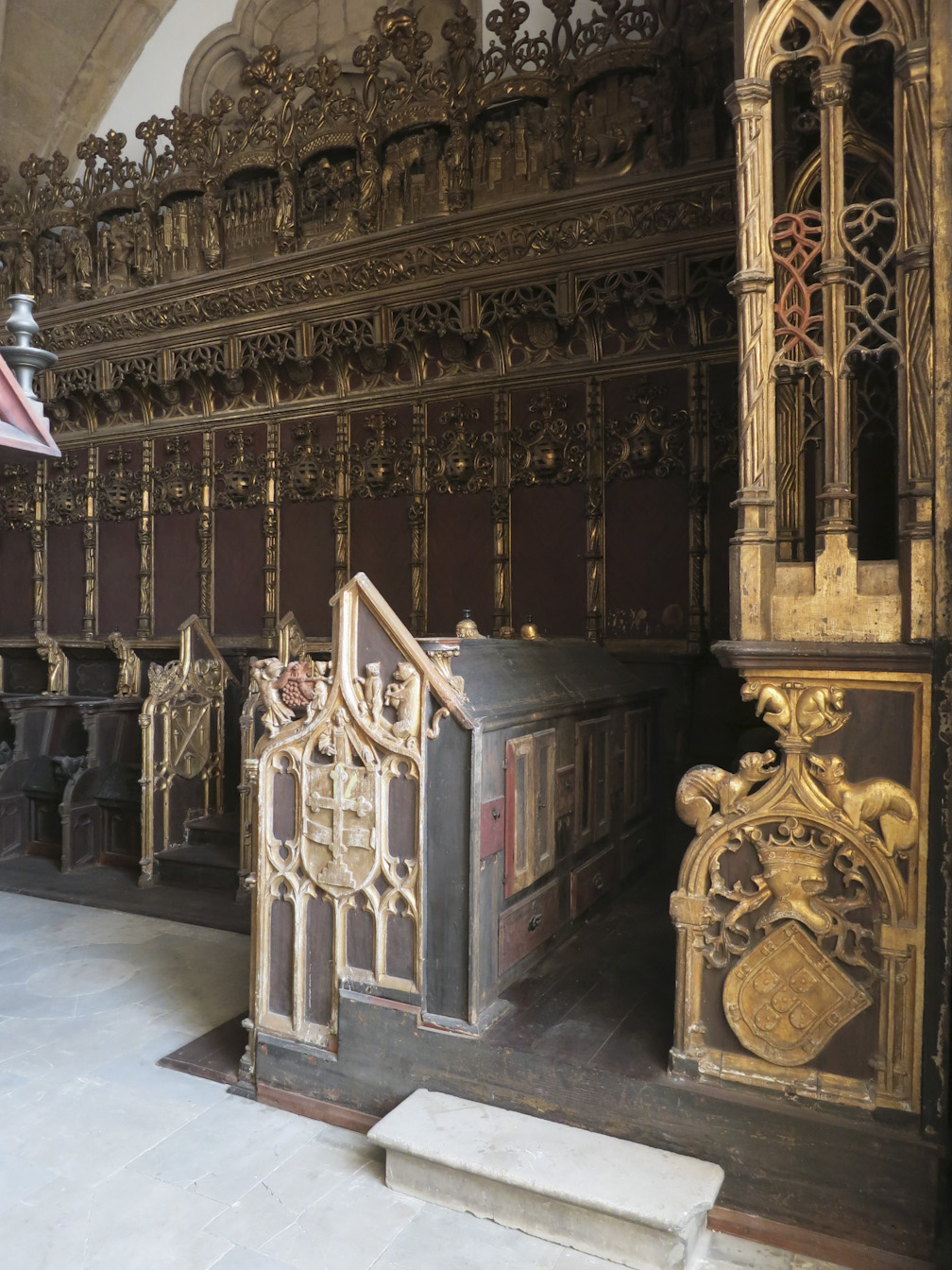
Cadeiral, Mosteiro de Santa Cruz
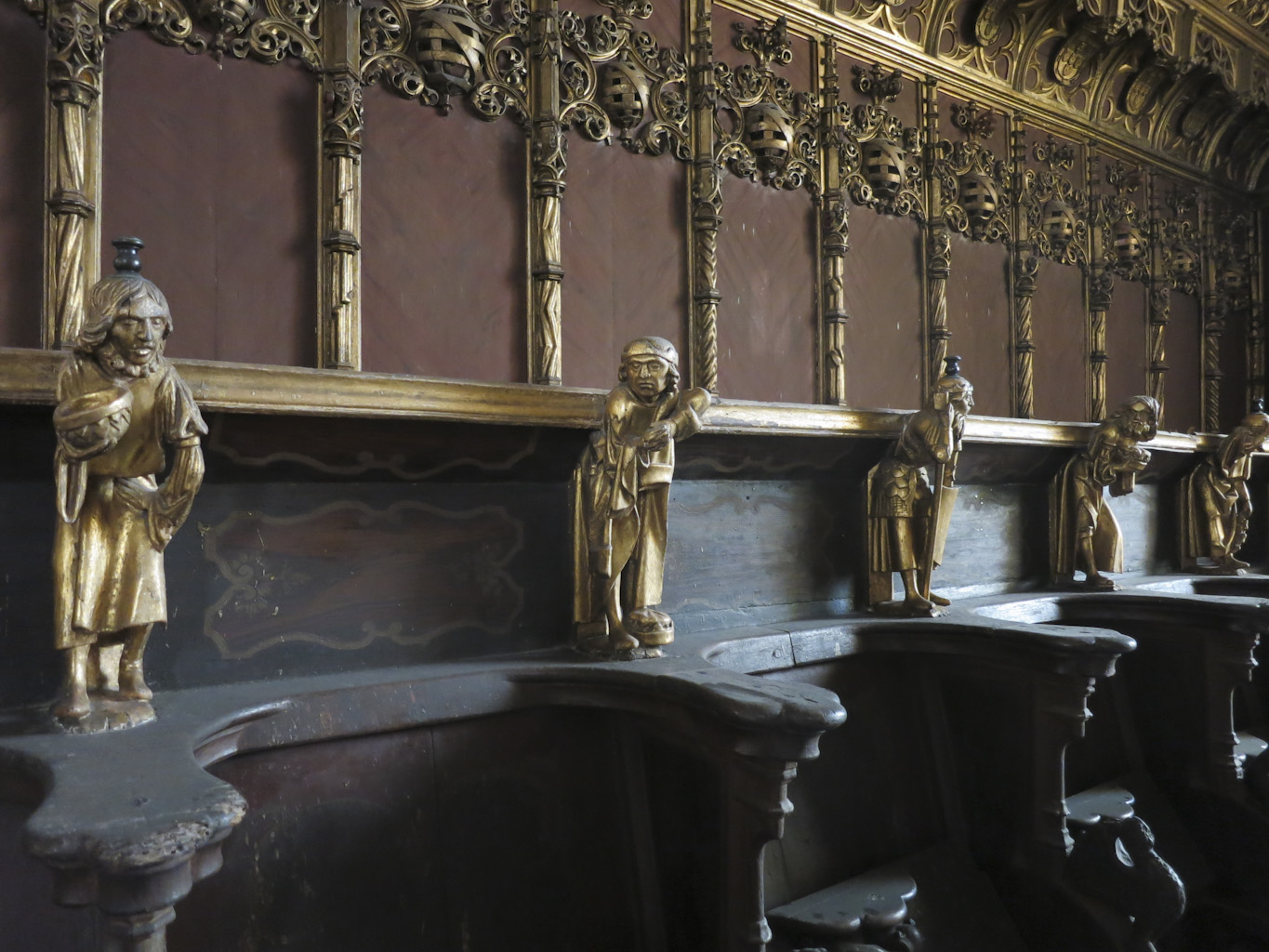
Cadeiral, Mosteiro de Santa Cruz